# Trut!
Trut! är en svensk kort naturfilm från 1944 i regi av Arne Sucksdorff. Den är 18 minuter lång och handlar om fågellivet på Stora och Lilla Karlsö, i synnerhet trutens förhållande till sillgrisslan. Willy Peters gör berättarrösten och musiken skrevs av Hilding Rosenberg. Filmen hade premiär 13 november 1944. Den visades vid filmfestivalen i Cannes 1946.
När filmen gavs ut tolkades den på flera håll som en politisk kommentar till andra världskriget, där de brutala trutarna skulle symbolisera Tyskland. Sucksdorff nekade till att någon sådan tanke låg bakom filmen.